# Rosalpatti
Rosalpatti é uma panchayat (vila) no distrito de Virudhunagar, no estado indiano de Tamil Nadu.

## Demografia
Segundo o censo de 2001,  Rosalpatti  tinha uma população de 19,155 habitantes. Os indivíduos do sexo masculino constituem 51% da população e os do sexo feminino 49%. Rosalpatti tem uma taxa de literacia de 72%, superior à média nacional de 59.5%: a literacia no sexo masculino é de 79% e no sexo feminino é de 64%. Em Rosalpatti, 12% da população está abaixo dos 6 anos de idade.